# Szász Választófejedelemség
A Szász Választófejedelemség (németül: Kurfürstentum Sachsen) a 14.-19. század között fennállt történelmi állam volt a Német-római Birodalomban.

## Történelme
A Szász-Wittenbergi Hercegségben uralkodó Askaniai család az 1356-os német aranybullában megkapta a király- ill. a császárválasztási jogot, a család azonban 1422-ben kihalt. A szász választójog így átszállt a Wettin-család grófjaira.
1500 óta a Szász Választófejedelemség a Birodalom Felső-szászországi Körzetéhez tartozott. 
|  |  |  |

1485-ben a Wettin-család két ágra szakadt: az Ernő- és az Albert-ágra. Utóbbi megtartotta a Meißen feletti uralmat. A schmalkaldeni szövetség elleni háború eredményeként – az 1547-es mülhbergi csata után – V. Károly császár lemondásra kényszerítette a vele szembeszálló (Ernő-ági) I. János Frigyes választófejedelmet. Az Ernő-ág uralkodóinak le kellett mondaniuk a császárválasztás jogáról az Albert-ág javára. A császár a vele szövetséges Móric szász hercegnek adta a választófejedelmi címet és az Ernő-ági birtokok nagy részét (naumburgi szerződés, 1554).
A 18. századi szász választófejedelmek lengyel királyi címet is viseltek: I. Frigyes Ágost szász választófejedelem 1697-től kezdve II. („Erős”) Ágost néven Lengyelország királya volt. 1733-tól fia, II. Frigyes Ágost választófejedelem követte a lengyel trónon, mint III. („Kövér”) Ágost király. Ennek fia, Frigyes Keresztély választófejedelem 1763-ban csupán néhány hétig uralkodott Szászországban, lengyel királynak már nem választották meg. Az ő fia, III. („Igazságos”) Frigyes Ágost választófejedelem trónra lépése után két évvel, 1765-ben lemondott Lengyelország koronájáról. Három évtizeddel később, 1791. május 3-án a szejm új lengyel alkotmányt hirdetett ki, ebben Frigyes Ágostot a lengyel királyi trón jogos örökösének jelölték, de Lengyelország harmadik felosztása miatt trónját nem foglalhatta el.
1806-ban a Szász Választófejedelemség csatlakozott a Napóleon elleni negyedik koalícióhoz, melyet Poroszország és a Habsburg Birodalom vezetett. 1806. október 14-én a jénai és az auerstädti csatákban Napóleon csapatai megsemmisítő vereséget mértek a porosz és a szász seregekre. Szászország francia katonai megszállás alá került. A szorult helyzetbe jutott Szászország 1806. december 11-én Posenben (Poznańban) különbékét írt alá Franciaországgal. Ennek értelmében kivált a háborúból, belépett a Napóleon által irányított Rajnai Szövetségbe (2. cikkely), és lemondott néhány türingiai területről (7. cikkely). A szász állam vállalta, hogy a római katolikus egyháznak az evangélikussal (lutheránussal) azonos jogokat biztosít (5. cikkely). Kárpótlásul Szászország megkapta a Poroszországtól elcsatolt Cottbus környékét (6. cikkely), és Napóleon császár – Bajorországhoz és Württemberghez hasonlóan – Szászországot is a királyság rangjára emelte (3. cikkely). 1806. december 20-án az uralkodó III. („Igazságos”) Frigyes Ágost választófejedelmet I. Frigyes Ágost néven Szászország első királyává nyilvánították.

## Uralkodói
Választófejedelemek és birodalmi főmarsallak a német Aranybulla szerint:
| Név                                              | Uralkodása                                    | Dinasztia | Megjegyzések                                                      |
| ------------------------------------------------ | --------------------------------------------- | --------- | ----------------------------------------------------------------- |
| II. Rudolf (* 1307 k.)                           | 1356, †1370. december 6.                      | Askaniak  | (I. Rudolf fia).                                                  |
| Vencel (* 1337 k.)                               | 1370, †1388. május 15.                        | Askaniak  | (I. Rudolf fia).                                                  |
| III. Rudolf (* 1373 k.)                          | 1388, †1419. június 11.                       | Askaniak  | (Vencel fia).                                                     |
| III. Albert (* 1375 k.)                          | 1419, †1422. november 27.                     | Askaniak  | (Vencel fia).                                                     |
| I. Harcias Frigyes (* 1370. április 11.)         | 1423, †1428. január 4.                        | Wettinek  | (György meisseni őrgróf fia).                                     |
| II. Előkelő Frigyes (* 1412. augusztus 22.)      | 1428, †1464. szeptember 7.                    | Wettinek  | (I. Frigyes fia).                                                 |
| Ernő (* 1441. március 24.)                       | 1464, †1486. augusztus 26.                    | Wettinek  | (II. Frigyes fia).                                                |
| III. Bölcs Frigyes (* 1463. január 17.)          | 1486, †1525. május 5.                         | Wettinek  | (Ernő fia).                                                       |
| Állhatatos János (* 1468. június 30.)            | 1525, †1532. augusztus 16.                    | Wettinek  | (Ernő fia).                                                       |
| I. Nemesszívű János Frigyes (* 1503. június 30.) | 1532, tf.: 1547. május 19., †1554. március 3. | Wettinek  | (Állhatatos János fia).                                           |
| Móric (* 1521. március 21.)                      | 1547, †1553. július 9.                        | Wettinek  | (IV. Kegyes Henrik fia).                                          |
| Ágost (* 1526. július 31.)                       | 1553, †1586. február 11.                      | Wettinek  | (Móric öccse).                                                    |
| I. Keresztély (* 1560. október 29.)              | 1586, †1591. szeptember 25.                   | Wettinek  | (Ágost fia).                                                      |
| II. Keresztély (* 1583. szeptember 23.)          | 1591, †1611. június 23..                      | Wettinek  | (I. Keresztély fia).                                              |
| I. János György (* 1585. március 5.)             | 1611, †1656. október 8.                       | Wettinek  | (II. Keresztély öccse).                                           |
| II. János György (* 1613. május 31.)             | 1656, †1680. augusztus 22.                    | Wettinek  | (I. János György fia).                                            |
| III. János György (* 1647. június 20.)           | 1680, †1691. szeptember 12.                   | Wettinek  | (II. János György fia).                                           |
| IV. János György (* 1668. október 18.)           | 1691, †1694. április 27.                      | Wettinek  | (III. János György fia).                                          |
| I. Frigyes Ágost (* 1670. május 12.)             | 1694, †1733. február 1.                       | Wettinek  | (IV. János György öccse, II. (Erős) Ágost néven lengyel király).  |
| II. Frigyes Ágost (* 1696. október 17.)          | 1733, †1763. október 5.                       | Wettinek  | (I. Frigyes Ágost fia, III. Ágost néven lengyel király).          |
| Frigyes Keresztély (* 1722. szeptember 5.)       | 1763, †1763. december 17.                     | Wettinek  | (II. Frigyes Ágost fia).                                          |
| III. Frigyes Ágost (* 1750. december 23.)        | 1763–1806. december 20., †1827. május 5.      | Wettinek  | (Frigyes Keresztély fia, 1806-tól I. Frigyes Ágost néven király.) |

## Fordítás
- Ez a szócikk részben vagy egészben  a   Kurfürstentum Sachsen című német Wikipédia-szócikk fordításán alapul.  Az eredeti cikk szerkesztőit annak laptörténete sorolja fel. Ez a jelzés csupán a megfogalmazás eredetét és a szerzői jogokat jelzi, nem szolgál a cikkben szereplő információk forrásmegjelöléseként.